# Primetime Emmy Award per il migliore attore protagonista in una serie drammatica
Il Primetime Emmy Awards per il migliore attore protagonista in una serie drammatica (Primetime Emmy Award for Outstanding Lead Actor in a Drama Series) è un premio annuale consegnato nell'ambito del Primetime Emmy Awards dal 1954 all'attore protagonista di una serie televisiva drammatica dell'anno in corso. Fino al 1966 il premio era assegnato indistintamente al genere della serie televisiva.

## Vincitori e candidati
I vincitori sono indicati in grassetto, a seguire gli altri candidati.

### Anni 1950
- 1954

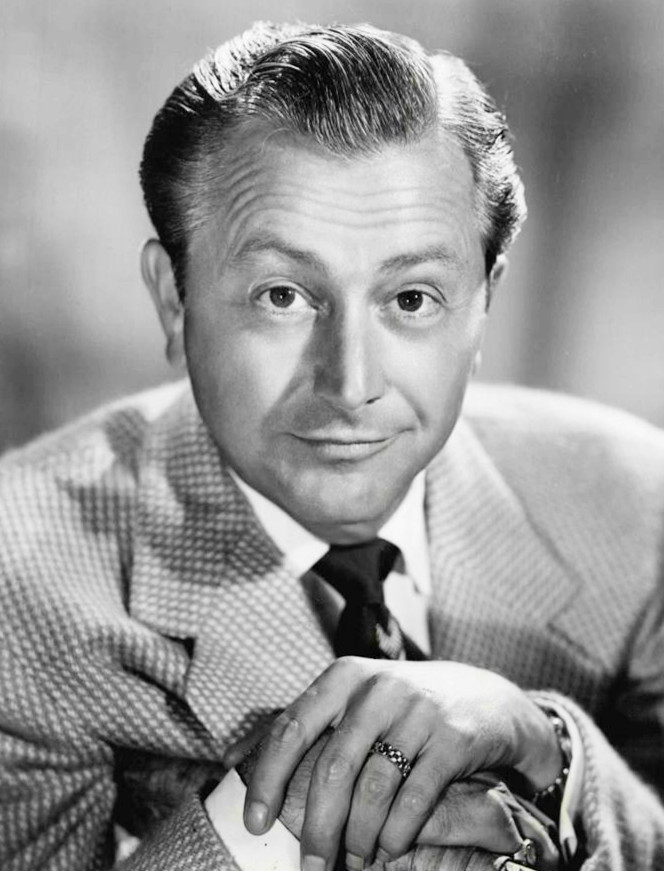
Robert Young ha vinto 3 volte in questa categoria.

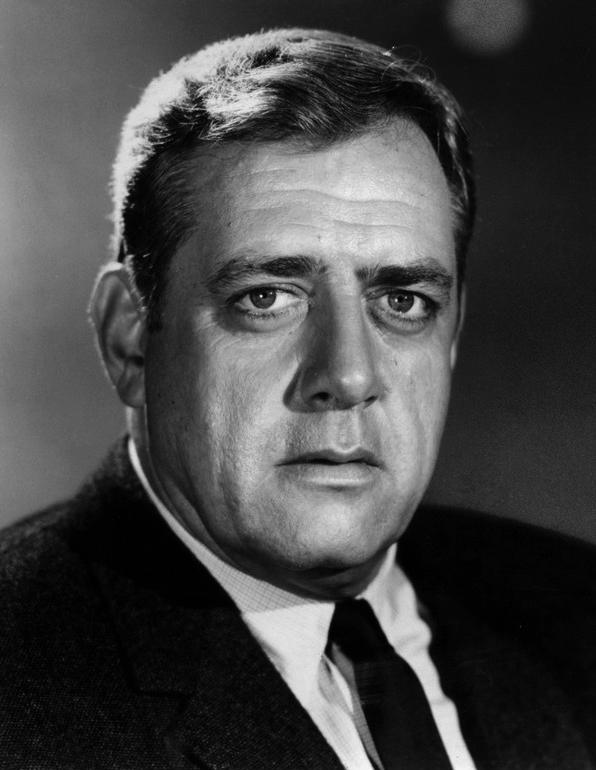
Raymond Burr ha vinto 2 volte in questa categoria su un totale di 8 candidature.

  - Donald O'Connor - The Colgate Comedy Hour
  - Sid Caesar - Your Show of Shows
  - Wally Cox - Mister Peepers
  - Jackie Gleason - The Jackie Gleason Show
  - Jack Webb - Dragnet
- 1955
  - Danny Thomas - Make Room for Daddy
  - Richard Boone - Medic
  - Robert Cummings - My Hero
  - Jackie Gleason - The Jackie Gleason Show
  - Jack Webb - Dragnet
- 1956
  - Phil Silvers - The Phil Silvers Show
  - Robert Cummings - The Bob Cummings Show
  - Jackie Gleason - The Honeymooners
  - Robert Young - Papà ha ragione (Father Knows Best)
- 1957
  - Robert Young - Papà ha ragione (Father Knows Best)
  - James Arness - Gunsmoke
  - Charles Boyer - Four Star Playhouse
  - David Niven - Four Star Playhouse
  - Hugh O'Brian - Le leggendarie imprese di Wyatt Earp (The Life and Legend of Wyatt Earp)
- 1958
  - Robert Young - Papà ha ragione (Father Knows Best)
  - James Arness - Gunsmoke
  - Robert Cummings - The Bob Cummings Show
  - Phil Silvers - The Phil Silvers Show
  - Danny Thomas - Make Room for Daddy
- 1959
  - Raymond Burr
  - Perry Mason
  - James Arness - Gunsmoke
  - Richard Boone - Have Gun - Will Travel
  - James Garner - Maverick
  - Craig Stevens - Peter Gunn
  - Efrem Zimbalist Jr. - Indirizzo permanente (77 Sunset Strip)

### Anni 1960
- 1960

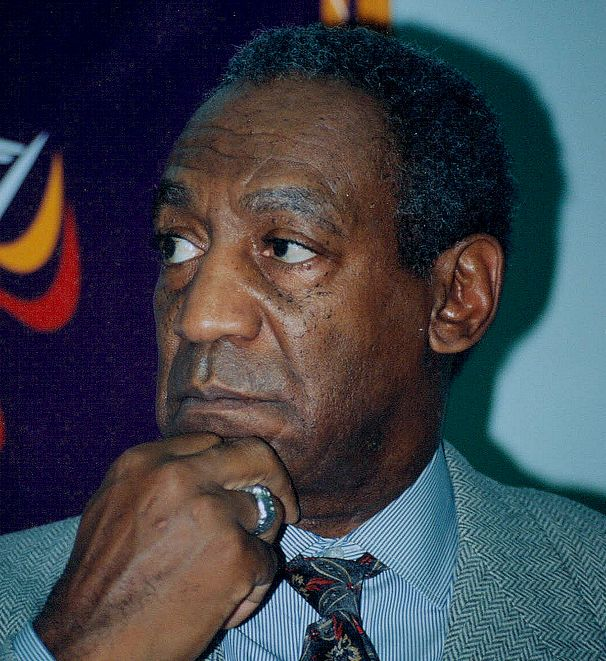
Bill Cosby ha vinto in questa categoria 3 volte consecutivamente.

  - Robert Stack - Gli intoccabili (The Untouchables)
  - Richard Boone - Have Gun - Will Travel
  - Raymond Burr - Perry Mason
- 1961
  - Raymond Burr - Perry Mason
  - Jackie Cooper - Hennesey
  - Robert Stack - Gli intoccabili (The Untouchables)
- 1962
  - E.G. Marshall - La parola alla difesa (The Defenders)
  - Paul Burke - La città in controluce (Naked City)
  - Jackie Cooper - Hennesey
  - Vince Edwards - Ben Casey
  - George Maharis - Route 66
- 1963
  - E.G. Marshall - La parola alla difesa (The Defenders)
  - Ernest Borgnine - Un equipaggio tutto matto (McHale's Navy)
  - Paul Burke - La città in controluce (Naked City)
  - Vic Morrow - Combat!
  - Dick Van Dyke - The Dick Van Dyke Show
- 1964
  - Dick Van Dyke - The Dick Van Dyke Show
  - Richard Boone - Richard Boone (The Richard Boone Show)
  - Dean Jagger - Mr. Novak
  - David Janssen - Il fuggiasco (The Fugitive)
  - George C. Scott - Assistente sociale (East Side/West Side)
- 1966
  - Bill Cosby - Le spie (I Spy)
  - Richard Crenna - Slattery's People
  - Robert Culp - Le spie (I Spy)
  - David Janssen - Il fuggiasco (The Fugitive)
  - David McCallum - Organizzazione U.N.C.L.E. (The Man from U.N.C.L.E.)
- 1967
  - Bill Cosby - Le spie (I Spy)
  - Robert Culp - Le spie (I Spy)
  - Ben Gazzara - I giorni di Bryan (Run for Your Life)
  - David Janssen - Il fuggiasco (The Fugitive)
  - Martin Landau - Missione impossibile (Mission: Impossible)
- 1968
  - Bill Cosby - Le spie (I Spy)
  - Raymond Burr - Ironside
  - Robert Culp - Le spie (I Spy)
  - Ben Gazzara - I giorni di Bryan (Run for Your Life)
  - Martin Landau - Missione impossibile (Mission: Impossible)
- 1969
  - Carl Betz - Al banco della difesa (Judd for the Defense)
  - Raymond Burr - Ironside
  - Peter Graves - Missione impossibile (Mission: Impossible)
  - Martin Landau - Missione impossibile (Mission: Impossible)
  - Ross Martin - Selvaggio west (The Wild Wild West)

### Anni 1970
- 1970

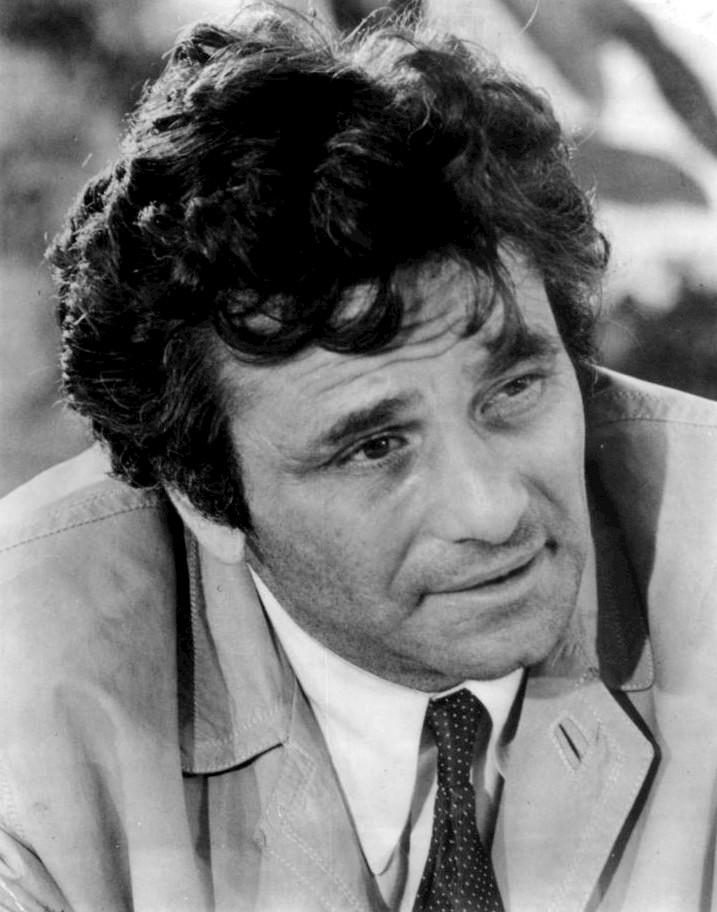
Peter Falk ha vinto 3 volte in questa categoria su un totale di 8 candidature.

  - Robert Young - Marcus Welby (Marcus Welby, M.D.)
  - Raymond Burr - Ironside
  - Mike Connors - Mannix
  - Robert Wagner - Operazione ladro (It Takes a Thief)
- 1971
  - Hal Holbrook - The Bold Ones - The Senator
  - Raymond Burr - Ironside
  - Mike Connors - Mannix
  - Robert Young - Marcus Welby (Marcus Welby, M.D.)
- 1972
  - Peter Falk - Colombo (Columbo)
  - Raymond Burr - Ironside
  - Mike Connors - Mannix
  - Keith Michell - Le sei mogli di Enrico VIII (The Six Wives of Henry VIII)
  - Robert Young - Marcus Welby (Marcus Welby, M.D.)
- 1973
  - Richard Thomas - Una famiglia americana (The Waltons)
  - David Carradine - Kung Fu
  - Mike Connors - Mannix
  - William Conrad - Cannon
  - Peter Falk - Colombo (Columbo)
- 1974
  - Telly Savalas - Kojak
  - William Conrad - Cannon
  - Karl Malden - Le strade di San Francisco (The Streets of San Francisco)
  - Richard Thomas - Una famiglia americana (The Waltons)
- 1975
  - Robert Blake - Baretta
  - Karl Malden - Le strade di San Francisco (The Streets of San Francisco)
  - Barry Newman - Petrocelli
  - Telly Savalas - Kojak
- 1976
  - Peter Falk - Colombo (Columbo)
  - James Garner - Agenzia Rockford (The Rockford Files)
  - Karl Malden - Le strade di San Francisco (The Streets of San Francisco)
- 1977
  - James Garner - Agenzia Rockford (The Rockford Files)
  - Robert Blake - Baretta
  - Peter Falk - Colombo (Columbo)
  - Jack Klugman - Quincy (Quincy, M.E.)
  - Karl Malden - Le strade di San Francisco (The Streets of San Francisco)
- 1978
  - Ed Asner - Lou Grant
  - James Broderick - In casa Lawrence (Family)
  - Peter Falk - Colombo (Columbo)
  - James Garner - Agenzia Rockford (The Rockford Files)
  - Jack Klugman - Quincy (Quincy, M.E.)
  - Ralph Waite - Una famiglia americana (The Waltons)
- 1979
  - Ron Leibman - Kazinsky (Kaz)
  - Ed Asner - Lou Grant
  - James Garner - Agenzia Rockford (The Rockford Files)
  - Jack Klugman - Quincy (Quincy, M.E.)

### Anni 1980
- 1980
  - Ed Asner - Lou Grant
  - James Garner - Agenzia Rockford (The Rockford Files)
  - Jack Klugman - Quincy (Quincy, M.E.)
  - Larry Hagman - Dallas
- 1981
  - Daniel J. Travanti - Hill Street giorno e notte (Hill Street Blues)
  - Ed Asner - Lou Grant
  - Jim Davis - Dallas
  - Larry Hagman - Dallas
  - Louis Gossett Jr. - Palmerstown, U.S.A.
  - Pernell Roberts - Trapper John (Trapper John, M.D.)
- 1982
  - Daniel J. Travanti - Hill Street giorno e notte (Hill Street Blues)
  - Ed Asner - Lou Grant
  - Tom Selleck - Magnum, P.I.
  - James Garner - Bret Maverick
  - John Forsythe - Dynasty
- 1983
  - Ed Flanders - A cuore aperto (St. Elsewhere)
  - Tom Selleck - Magnum, P.I.
  - William Daniels - A cuore aperto (St. Elsewhere)
  - John Forsythe - Dynasty
  - Daniel J. Travanti - Hill Street giorno e notte (Hill Street Blues)
- 1984
  - Tom Selleck - Magnum, P.I.
  - William Daniels - A cuore aperto (St. Elsewhere)
  - Edward Flanders - A cuore aperto (St. Elsewhere)
  - Daniel J. Travanti - Hill Street giorno e notte (Hill Street Blues)
  - John Forsythe - Dynasty
- 1985
  - William Daniels - A cuore aperto (St. Elsewhere)
  - Don Johnson - Miami Vice
  - Edward Flanders - A cuore aperto (St. Elsewhere)
  - Daniel J. Travanti - Hill Street giorno e notte (Hill Street Blues)
  - Tom Selleck - Magnum, P.I.
- 1986
  - William Daniels - A cuore aperto (St. Elsewhere)
  - Tom Selleck - Magnum, P.I.
  - Edward Woodward - Un giustiziere a New York (The Equalizer)
  - Bruce Willis - Moonlighting
  - Ed Flanders - A cuore aperto (St. Elsewhere)
- 1987
  - Bruce Willis - Moonlighting
  - Corbin Bernsen - L.A. Law - Avvocati a Los Angeles (L.A. Law)
  - William Daniels - A cuore aperto (St. Elsewhere)
  - Edward Flanders - A cuore aperto (St. Elsewhere)
  - Edward Woodward - Un giustiziere a New York (The Equalizer)
- 1988
  - Richard Kiley - Un anno nella vita (A Year in the Life)
  - Ron Perlman - La bella e la bestia (Beauty and the Beast)
  - Corbin Bernsen - L.A. Law - Avvocati a Los Angeles (L.A. Law)
  - Michael Tucker - L.A. Law - Avvocati a Los Angeles (L.A. Law)
  - Edward Woodward - Un giustiziere a New York (The Equalizer)
- 1989
  - Carroll O'Connor - L'ispettore Tibbs (In the Heat of the Night)
  - Ken Wahl - Oltre la legge - L'informatore (Wiseguy)
  - Edward Woodward - Un giustiziere a New York (The Equalizer)
  - Ron Perlman - La bella e la bestia (Beauty and the Beast)
  - Michael Tucker - L.A. Law - Avvocati a Los Angeles (L.A. Law)

### Anni 1990
- 1990
  - Peter Falk - Colombo (Columbo)

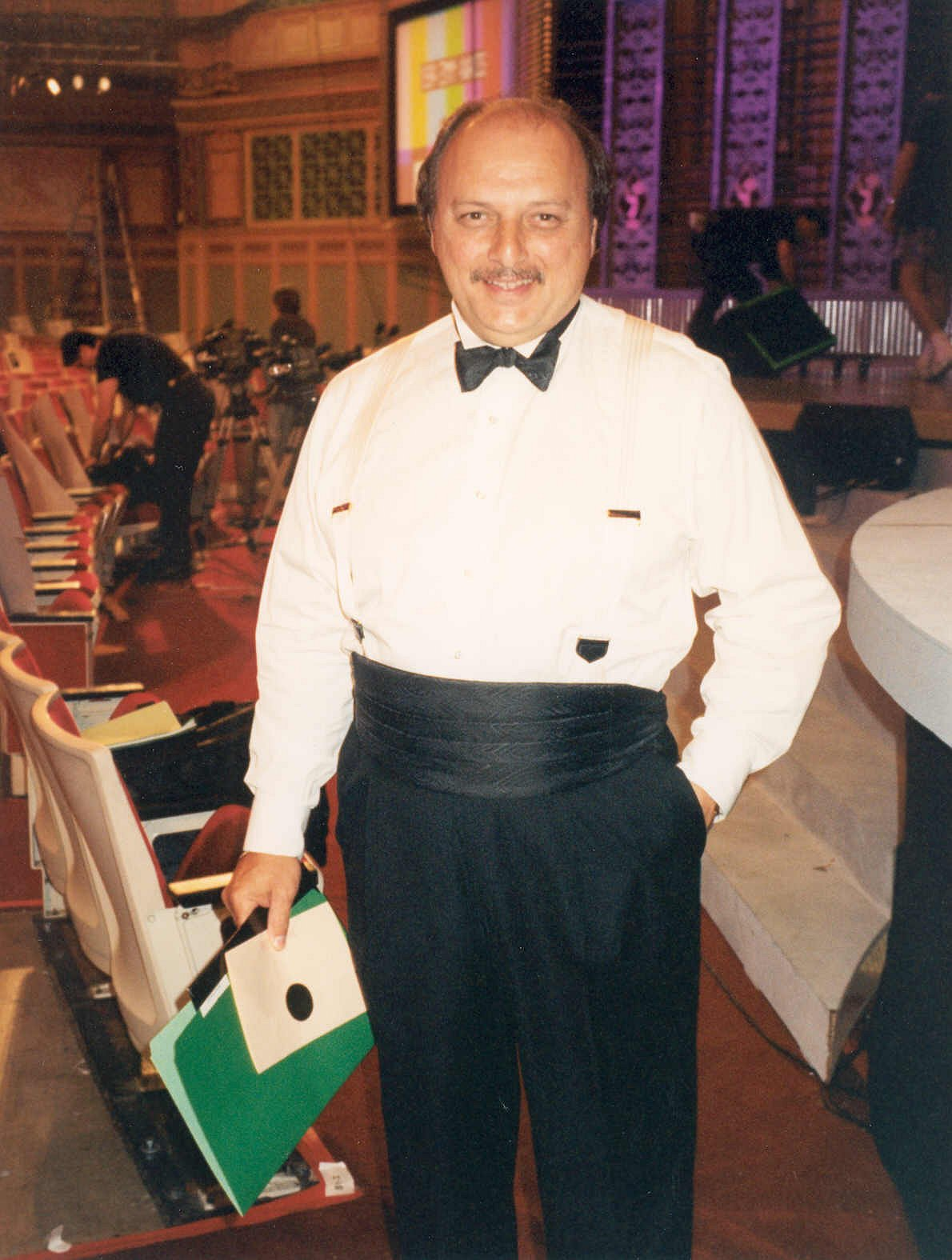
Dennis Franz condivide il record di vittorie con quattro premi. In totale ha ricevuto 8 candidature in questa categoria per la serie televisiva NYPD - New York Police Department.

  - Scott Bakula - In viaggio nel tempo (Quantum Leap)
  - Robert Loggia - Mancuso, F.B.I.
  - Kyle MacLachlan - I segreti di Twin Peaks (Twin Peaks)
  - Edward Woodward - Un giustiziere a New York (The Equalizer)
- 1991
  - James Earl Jones - La legge di Bird (Gabriel's Fire)
  - Scott Bakula - In viaggio nel tempo (Quantum Leap)
  - Michael Moriarty - Law & Order - I due volti della giustizia (Law & Order)
  - Peter Falk - Colombo (Columbo)
  - Kyle MacLachlan - I segreti di Twin Peaks (Twin Peaks)
- 1992
  - Christopher Lloyd - La strada per Avonlea (Road to Avonlea)
  - Kirk Douglas - I racconti della cripta (Tales from the Crypt)
  - Rob Morrow - Un medico tra gli orsi (Northern Exposure)
  - Scott Bakula - In viaggio nel tempo (Quantum Leap)
  - Harrison Page - In viaggio nel tempo (Quantum Leap)
  - Michael Moriarty - Law & Order - I due volti della giustizia (Law & Order)
  - Sam Waterston - Io volerò via (I'll Fly Away)
- 1993
  - Tom Skerritt - La famiglia Brock (Picket Fences)
  - Scott Bakula - In viaggio nel tempo (Quantum Leap)
  - Michael Moriarty - Law & Order - I due volti della giustizia (Law & Order)
  - Sam Waterston - Io volerò via (I'll Fly Away)
  - Rob Morrow - Un medico tra gli orsi (Northern Exposure)
- 1994
  - Dennis Franz - NYPD - New York Police Department (NYPD Blue)
  - Michael Moriarty - Law & Order - I due volti della giustizia (Law & Order)
  - Tom Skerritt - La famiglia Brock (Picket Fences)
  - David Caruso - NYPD - New York Police Department (NYPD Blue)
  - Peter Falk - Colombo (Columbo)
- 1995
  - Mandy Patinkin - Chicago Hope
  - Dennis Franz - NYPD - New York Police Department (NYPD Blue)
  - Jimmy Smits - NYPD - New York Police Department(NYPD Blue)
  - George Clooney - E.R. - Medici in prima linea (ER)
  - Anthony Edwards - E.R. - Medici in prima linea (ER)
- 1996
  - Dennis Franz - NYPD - New York Police Department (NYPD Blue)
  - Andre Braugher - Homicide (Homicide: Life on the Street)
  - George Clooney - E.R. - Medici in prima linea (ER)
  - Anthony Edwards - E.R. - Medici in prima linea (ER)
  - Jimmy Smits - NYPD - New York Police Department(NYPD Blue)
- 1997
  - Dennis Franz - NYPD - New York Police Department (NYPD Blue)
  - David Duchovny - X-Files (The X-Files)
  - Anthony Edwards - E.R. - Medici in prima linea (ER)
  - Sam Waterston - Law & Order - I due volti della giustizia (Law & Order)
  - Jimmy Smits - NYPD - New York Police Department (NYPD Blue)
- 1998
  - Andre Braugher - Homicide (Homicide: Life on the Street)
  - David Duchovny - X-Files (The X-Files)
  - Dennis Franz - NYPD - New York Police Department (NYPD Blue)
  - Jimmy Smits - NYPD - New York Police Department (NYPD Blue)
  - Anthony Edwards - E.R. - Medici in prima linea (ER)
- 1999
  - Dennis Franz - NYPD - New York Police Department (NYPD Blue)
  - James Gandolfini - I Soprano (The Sopranos)
  - Dylan McDermott - The Practice - Professione avvocati (The Practice)
  - Jimmy Smits - NYPD - New York Police Department (NYPD Blue)
  - Sam Waterston - Law & Order - I due volti della giustizia (Law & Order)

### Anni 2000

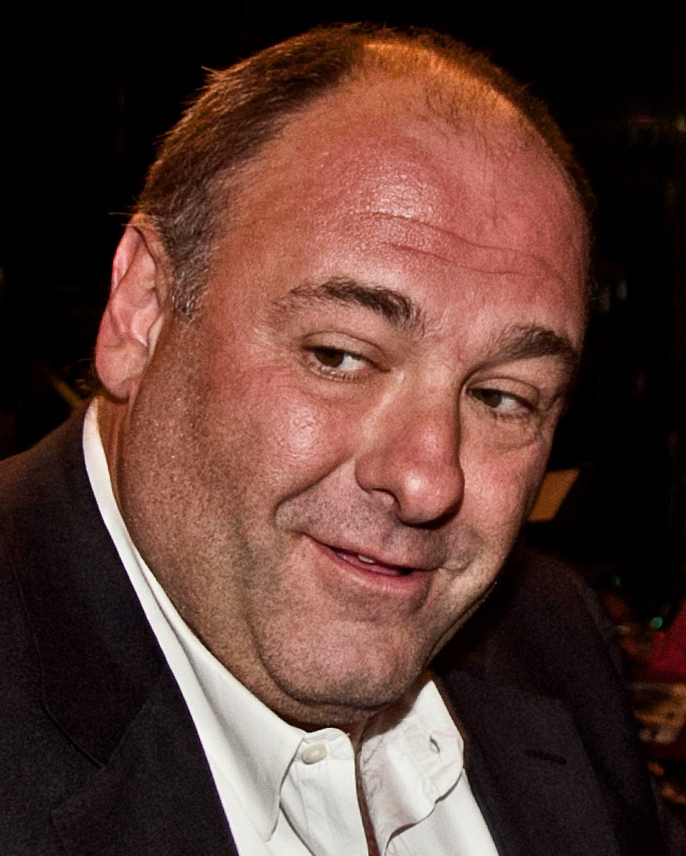
James Gandolfini ha vinto 3 volte in questa categoria.

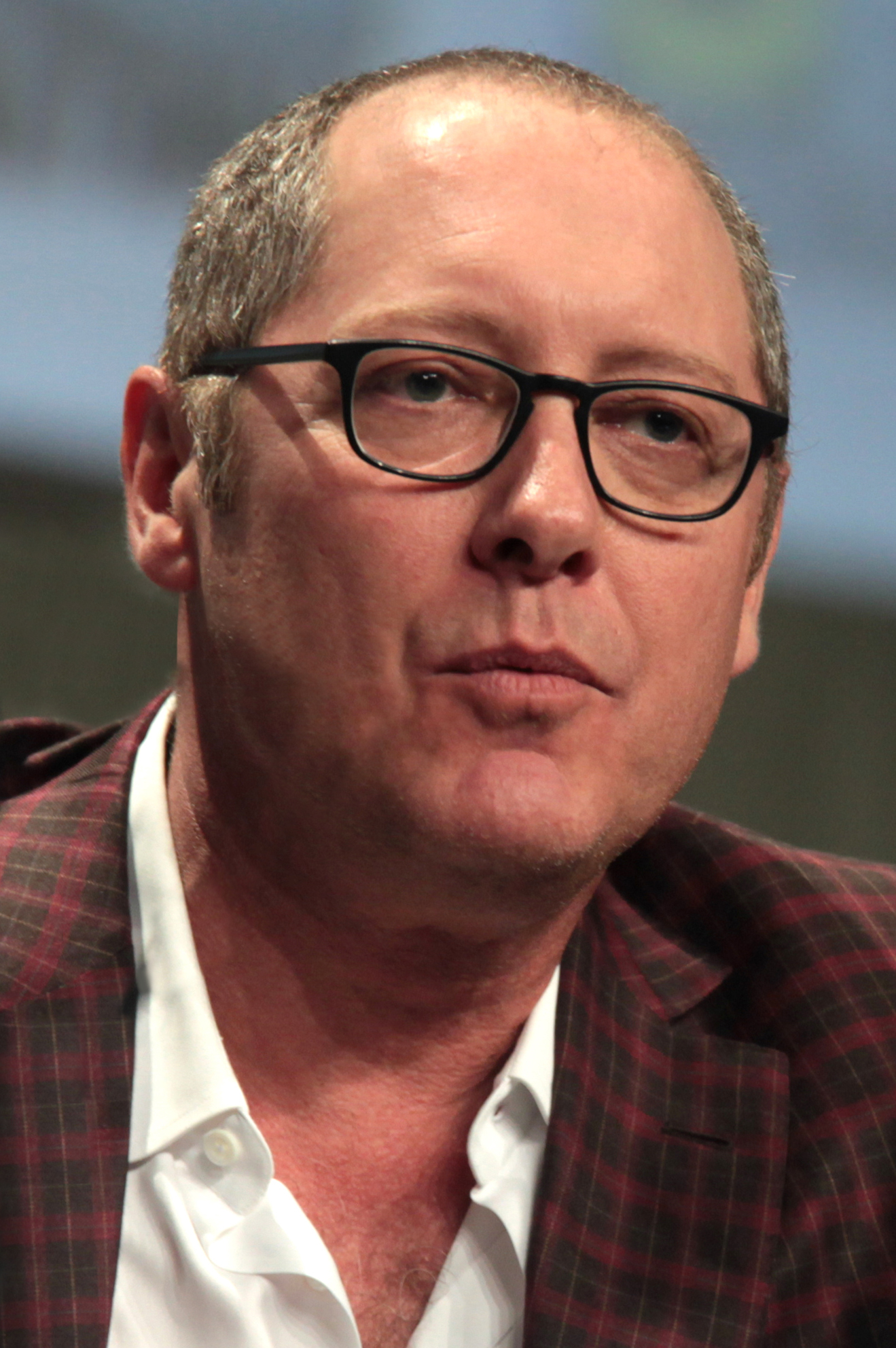
James Spader ha vinto 3 volte in questa categoria.

- Bryan Cranston condivide il record di vittorie con 4 premi. Ha vinto 3 delle statuette consecutivamente.2000

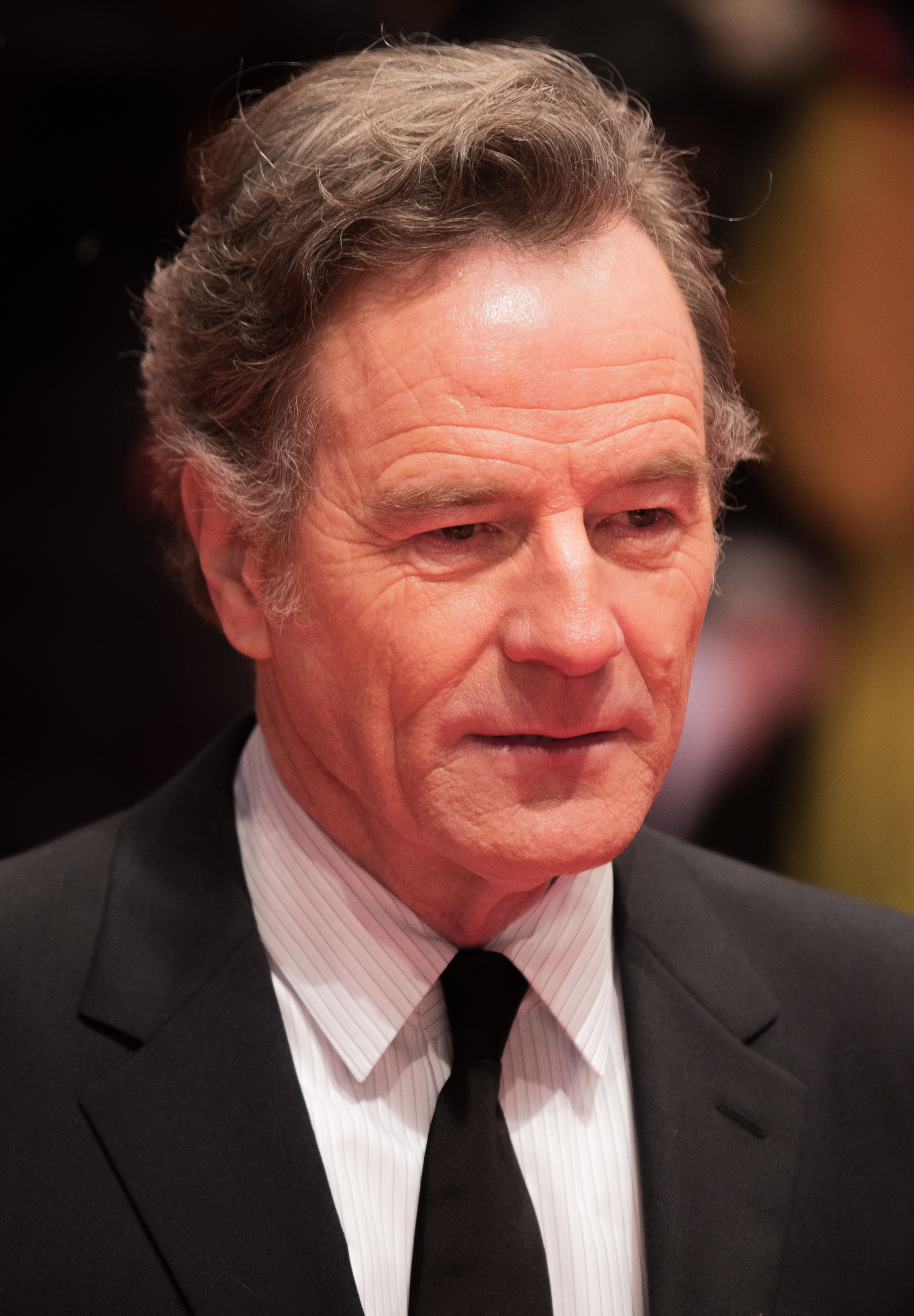
Bryan Cranston condivide il record di vittorie con 4 premi. Ha vinto 3 delle statuette consecutivamente.

  - James Gandolfini - I Soprano (The Sopranos)
  - Dennis Franz - NYPD - New York Police Department (NYPD Blue)
  - Jerry Orbach - Law & Order - I due volti della giustizia (Law & Order)
  - Sam Waterston - Law & Order - I due volti della giustizia (Law & Order)
  - Martin Sheen - West Wing - Tutti gli uomini del Presidente (The West Wing)
- 2001
  - James Gandolfini - I Soprano (The Sopranos)
  - Andre Braugher - Gideon's Crossing
  - Dennis Franz - NYPD - New York Police Department (NYPD Blue)
  - Rob Lowe - West Wing - Tutti gli uomini del Presidente (The West Wing)
  - Martin Sheen - West Wing - Tutti gli uomini del Presidente (The West Wing)
- 2002
  - Michael Chiklis - The Shield
  - Michael C. Hall - Six Feet Under
  - Peter Krause - Six Feet Under
  - Martin Sheen - West Wing - Tutti gli uomini del Presidente (The West Wing)
  - Kiefer Sutherland - 24
- 2003
  - James Gandolfini - I Soprano (The Sopranos)
  - Michael Chiklis - The Shield
  - Peter Krause - Six Feet Under
  - Martin Sheen - West Wing - Tutti gli uomini del Presidente (The West Wing)
  - Kiefer Sutherland - 24
- 2004
  - James Spader - The Practice - Professione avvocati (The Practice)
  - James Gandolfini - I Soprano (The Sopranos)
  - Anthony LaPaglia - Senza traccia (Without a Trace)
  - Martin Sheen - West Wing - Tutti gli uomini del Presidente (The West Wing)
  - Kiefer Sutherland - 24
- 2005
  - James Spader - Boston Legal
  - Hank Azaria - Huff
  - Hugh Laurie - Dr. House - Medical Division (House)
  - Kiefer Sutherland - 24
  - Ian McShane - Deadwood
- 2006
  - Kiefer Sutherland - 24
  - Peter Krause - Six Feet Under
  - Denis Leary - Rescue Me
  - Christopher Meloni - Law & Order - Unità vittime speciali (Law & Order: Special Victims Unit)
  - Martin Sheen - West Wing - Tutti gli uomini del Presidente (The West Wing)
- 2007
  - James Spader - Boston Legal
  - James Gandolfini - I Soprano (The Sopranos)
  - Hugh Laurie - Dr. House - Medical Division (House)
  - Kiefer Sutherland - 24
  - Denis Leary - Rescue Me
- 2008
  - Bryan Cranston - Breaking Bad
  - Gabriel Byrne - In Treatment
  - Michael C. Hall - Dexter
  - Jon Hamm - Mad Men
  - Hugh Laurie - Dr. House - Medical Division (House)
  - James Spader - Boston Legal
- 2009
  - Bryan Cranston - Breaking Bad
  - Simon Baker - The Mentalist
  - Gabriel Byrne - In Treatment
  - Michael C. Hall - Dexter
  - Jon Hamm - Mad Men
  - Hugh Laurie - Dr. House - Medical Division (House)

### Anni 2010
- 2010[1]
  - Bryan Cranston - Breaking Bad

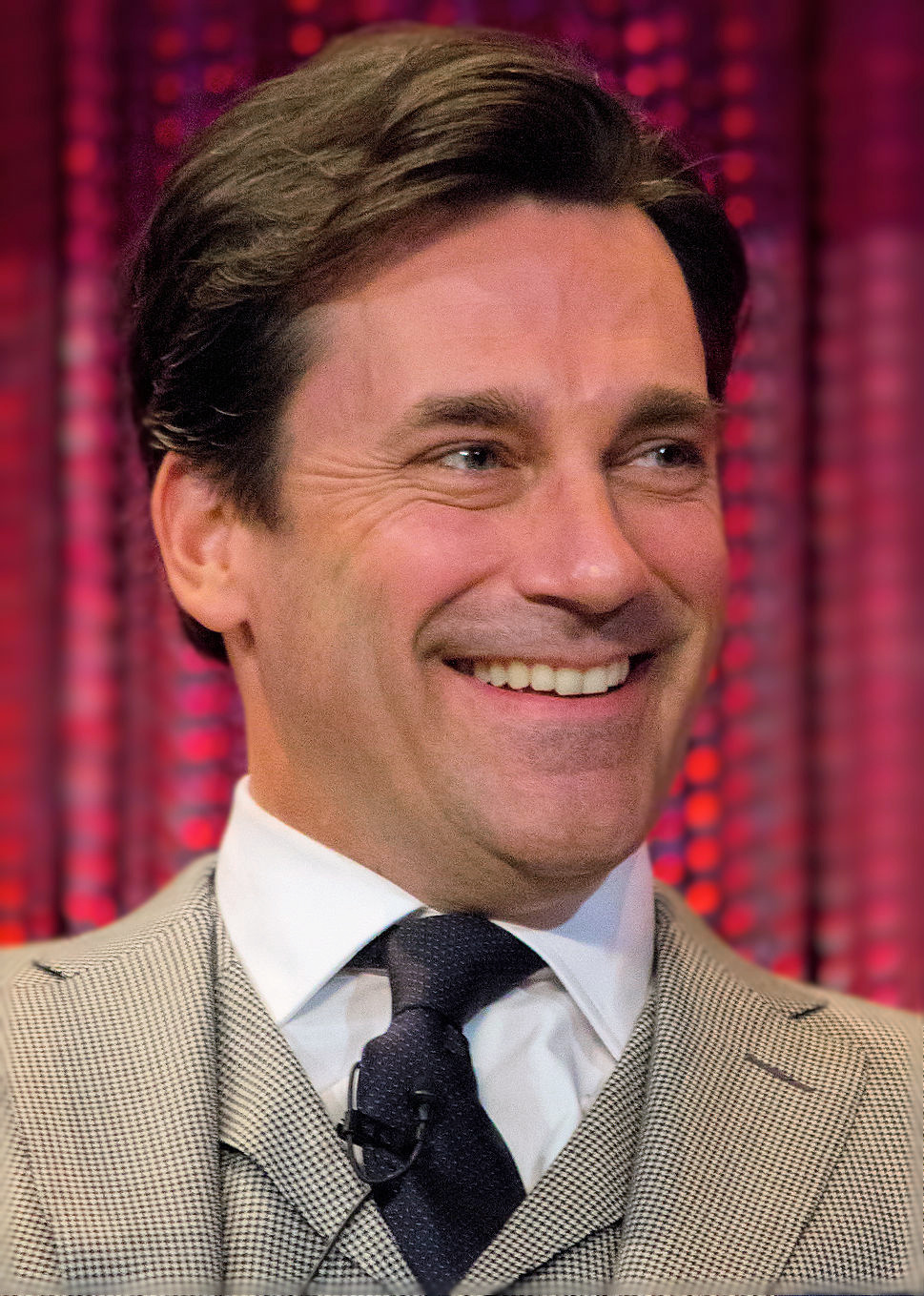
Jon Hamm, vincitore nel 2015, ha ricevuto 8 candidature in questa categoria per la serie televisiva Mad Men.

  - Kyle Chandler - Friday Night Lights
  - Matthew Fox - Lost
  - Michael C. Hall - Dexter
  - Jon Hamm - Mad Men
  - Hugh Laurie - Dr. House - Medical Division (House)
- 2011[2]
  - Kyle Chandler - Friday Night Lights
  - Steve Buscemi - Boardwalk Empire - L'impero del crimine (Boardwalk Empire)
  - Michael C. Hall - Dexter
  - Jon Hamm - Mad Men
  - Hugh Laurie - Dr. House - Medical Division (House)
  - Timothy Olyphant - Justified
- 2012[3]
  - Damian Lewis - Homeland - Caccia alla spia (Homeland)
  - Hugh Bonneville - Downton Abbey
  - Steve Buscemi - Boardwalk Empire - L'impero del crimine (Boardwalk Empire)
  - Bryan Cranston - Breaking Bad
  - Michael C. Hall - Dexter
  - Jon Hamm - Mad Men
- 2013[4][5]
  - Jeff Daniels - The Newsroom
  - Hugh Bonneville - Downton Abbey
  - Bryan Cranston - Breaking Bad
  - Jon Hamm - Mad Men
  - Damian Lewis - Homeland - Caccia alla spia (Homeland)
  - Kevin Spacey - House of Cards - Gli intrighi del potere (House of Cards)
- 2014[6]
  - Bryan Cranston - Breaking Bad
  - Jeff Daniels - The Newsroom
  - Jon Hamm - Mad Men
  - Woody Harrelson - True Detective
  - Matthew McConaughey - True Detective
  - Kevin Spacey - House of Cards - Gli intrighi del potere (House of Cards)
- 2015[7]
  - Jon Hamm - Mad Men
  - Kyle Chandler - Bloodline
  - Jeff Daniels - The Newsroom
  - Bob Odenkirk - Better Call Saul
  - Liev Schreiber - Ray Donovan
  - Kevin Spacey - House of Cards - Gli intrighi del potere (House of Cards)
- 2016[8]
  - Rami Malek - Mr. Robot
  - Kyle Chandler - Bloodline
  - Bob Odenkirk - Better Call Saul
  - Matthew Rhys - The Americans
  - Liev Schreiber - Ray Donovan
  - Kevin Spacey - House of Cards - Gli intrighi del potere (House of Cards)
- 2017[9]
  - Sterling K. Brown - This Is Us
  - Anthony Hopkins - Westworld - Dove tutto è concesso (Westworld)
  - Bob Odenkirk - Better Call Saul
  - Matthew Rhys - The Americans
  - Liev Schreiber - Ray Donovan
  - Kevin Spacey - House of Cards - Gli intrighi del potere (House of Cards)
  - Milo Ventimiglia - This Is Us
- 2018[10]
  - Matthew Rhys - The Americans
  - Jason Bateman - Ozark
  - Sterling K. Brown - This Is Us
  - Milo Ventimiglia - This Is Us
  - Ed Harris - Westworld - Dove tutto è concesso (Westworld)
  - Jeffrey Wright - Westworld - Dove tutto è concesso (Westworld)
- 2019[11]
  - Billy Porter - Pose
  - Jason Bateman - Ozark
  - Sterling K. Brown - This Is Us
  - Milo Ventimiglia - This Is Us
  - Kit Harington - Il Trono di Spade (Game of Thrones)
  - Bob Odenkirk - Better Call Saul

### Anni 2020
- 2020[12]
  - Jeremy Strong - Succession
  - Jason Bateman - Ozark
  - Sterling K. Brown - This Is Us
  - Steve Carell - The Morning Show
  - Brian Cox - Succession
  - Billy Porter - Pose
- 2021[13]
  - Josh O'Connor - The Crown
  - Sterling K. Brown - This Is Us
  - Jonathan Majors - Lovecraft Country - La terra dei demoni (Lovecraft Country)
  - Matthew Rhys - Perry Mason
  - Regé-Jean Page - Bridgerton
  - Billy Porter - Pose
- 2022[14]
  - Lee Jung-jae - Squid Game
  - Jason Bateman - Ozark
  - Brian Cox - Succession
  - Bob Odenkirk - Better Call Saul
  - Adam Scott - Scissione (Severance)
  - Jeremy Strong - Succession
- 2023
  - Kieran Culkin - Succession
  - Jeff Bridges - The Old Man
  - Brian Cox - Succession
  - Bob Odenkirk - Better Call Saul
  - Pedro Pascal - The Last of Us
  - Jeremy Strong - Succession
- 2024
  - Hiroyuki Sanada per Shōgun
  - Idris Elba per Hijack
  - Donald Glover per Mr. & Mrs. Smith
  - Walton Goggins per Fallout
  - Gary Oldman per Slow Horses
  - Dominic West per The Crown

## Attori pluripremiati
| Numero di vittorie | Vincitore          | Anni                   |
| ------------------ | ------------------ | ---------------------- |
| 4                  | Bryan Cranston     | 2008, 2009, 2010, 2014 |
| 4                  | Dennis Franz       | 1994, 1996, 1997, 1999 |
| 3                  | Bill Cosby         | 1966, 1967, 1968       |
| 3                  | Peter Falk         | 1972, 1976, 1990       |
| 3                  | James Gandolfini   | 2000, 2001, 2003       |
| 3                  | James Spader       | 2004, 2005, 2007       |
| 3                  | Robert Young       | 1957, 1958, 1970       |
| 2                  | Ed Asner           | 1978, 1980             |
| 2                  | Raymond Burr       | 1959, 1961             |
| 2                  | William Daniels    | 1985, 1986             |
| 2                  | E.G. Marshall      | 1962, 1963             |
| 2                  | Daniel J. Travanti | 1981, 1982             |